# Emily Wants to Play Too
Emily Wants to Play Too (Emily quiere jugar también) es un videojuego de terror independiente de tipo Horror de supervivencia y point and click en primera persona desarrollado por Shawn Hitchcock y publicado por SKH Apps. Fue lanzado en Steam el 13 de diciembre de 2017, para PlayStation el 24 de abril de 2018 y para Xbox One al día siguiente. Es la secuela oficial del videojuego Emily Wants to Play. La trama del juego sigue a un repartidor de Pizzas que tras llegar a hacer un pedido en su ronda es encerrado y obligado a jugar con Emily, la villana junto a sus muñecos una serie de juegos infantiles con tal de sobrevivir la noche.
El juego al igual que el anterior se distribuyó en todo tipo de plataformas por Steam desde PC, PlayStation 4, Xbox One hasta iOS, Androide, Oculus rift y VR. El juego tuvo un recibimiento promedio, tanto por el público como por los críticos que generalmente aceptaron la historia más desarrollada y la jugabilidad mejorada.

## Jugabilidad
Muchos de los elementos presentes del primer juego estuvieron de vuelta para la secuela entre ellos: la perspectiva en primera persona, un escenario parecido al anterior, una ronda de tiempo para enfrentarse a los enemigos, así como la presencia de los antagonistas del juego anterior. Con la diferencia de que la dificultad se divide en diferentes niveles, por la presencia de pistas falsas y un considerable aumento de la atmósfera tanto en una variedad de escenarios como en sonidos.
La secuela introduce a tres nuevos enemigos además de los de la primera entrega (Emily, Kiki, Mr.Tatters y Chester) los cuales son: Weasl, un payaso de juguete similar a un jack in the box, Maxwell "Max" Steele, un disfraz con una apariencia similar a la de un maniquí y Greta, una bebé de juguete parcialmente quemada. Cada enemigo tiene integrado una función y patrones de ataque conforme la partida progresa, de manera que el jugador tiene que adaptarse y descifrar lo que activa y las debilidades de cada ataque. Cada hora en el juego, dura alrededor de seis minutos en la vida real.
El escenario, que pasa a ser más amplio, posee al menos cuatro áreas desbloqueables, de manera que conforme el jugador se adentre a los diferentes lugares deberá explorar con cuidado y buscar diferentes objetos que le ayuden avanzar a la siguiente habitación. Similar a la entrega anterior, hay pizarras con algunos consejos para la jugabilidad del juego, pero con algunas notas falsas para engañar al jugador.

## Personajes

### Protagonistas
- Repartidor de Sándwiches (Nuevo)

### Villanos
- Emily Withers
- Chester
- Greta (Nueva)
- Kiki
- Maxwell "Max" Steele (Nuevo)
- Mr.Tatters
- Weasl (Nuevo)

### Otros
- Vult Ludere (Nuevo)

## Argumento
Después de levantarse en un día rutinario, un repartidor de sándwiches se prepara para cubrir su turno vespertino, pero al recibir una orden de hacer una entrega en una estación de policía, el repartidor pronto descubre que la estación esta abandonada y se encuentra con unos misterioso muñecos en el lugar. En su camino a la salida, el repartidor ve lo que parece a uno de los muñecos realizando un misterioso ritual y al poco tiempo este se da cuenta de que no puede salir de la estación. 
Forzado a desplazarse por el lugar, el repartidor conforme avanzan las horas, es atacado constantemente por la aparición de los muñecos los cuales pueden ser eludidos jugando las reglas de juegos infantiles básicos. Además de que conforme más explora la estación va descubriendo a través de periódicos, se detalla la historia de cada uno de los muñecos, siendo algunos propiedad de los mismos dueños destacando la fallecida niña Emily y un hombre conocido como Vult Ludere. 
Al acercarse más a las siete de la madrugada el repartidor comenzará a ser atacado repentinamente por una "celosa" Emily en conjunto con los muñecos, hasta que al ganar el juego, el joven repartidor es capaz de escapar con vida.

### Finales alternativos
Dependiendo de las acciones de los jugadores, el final que se consiga puede ser uno diferente. Existen al menos dos maneras en las que el juego cierra. En el primer final y el más común, el repartidor después de sobrevivir hasta las 6 a. m. es finalmente capturado por los muñecos, y reportes sobre su muerte son publicados al día siguiente. En el otro final, el repartidor sobrevive la experiencia tras ver a uno de los muñecos hacer un ritual y escapa de la estación, la cual según reportes posteriores fue destruida en un incendio y el repartidor es culpado por la policía del incidente y pierde su empleo.

## Desarrollo
Mientras el primer videojuego se encontraba en sus etapas de desarrollo, Hitchcoock ya había comenzado las primeras etapas de desarrollo de la secuela como su ambientación, trama y el diseño de los nuevos villanos. No obstante no fue sino hasta el lanzamiento oficial del primer juego que Hitchcoock pudo "tomar notas" y basar los elementos de la secuela en aspectos que aterrorizaran a los jugadores. Estudiando como reaccionaban a la jugabilidad del primer juego.
Muchos de los enemigos como los primeros están basados en temores personales de Hithcoock, en especial Max Steelbox, que fue modelado en base a un maniquí. A su vez se agregaron más escenarios que en el juego anterior incluyendo el departamento del repartidor, una estación policíaca, y cuatro áreas desbloqueables en este último. 

## Lanzamiento
La primera versión del juego estuvo disponible en la plataforma de steam el 12 de marzo de 2017, siendo posteriormente liberada en PlayStation 4 y en Xbox One el 24 y 25 de abril del 2018. Por otra parte el primer avance del juego fue lanzado el 14 de marzo de 2018, después de su debut en el que se presentaba el primer vistazo oficial a la jugabilidad y los nuevos enemigos.

## Recepción
El juego fue generalmente recibido con críticas mixtas a positivas de acuerdo al sitio de recopilación de críticas metacritic.
Van Fitch de XBlafans le dio al juego una crítica positiva, calificándolo como "altamente recomendable". En su reseña se limita a criticar la opción de iluminación así como los turnos en los que los enemigos atacan, aunque encontró el juego satisfactorio como continuación del juego original. Gabriel Santos de generationxbox calificó a la secuela con un 7 cerrado alabando las mejorías que se hicieron en comparación con su predecesora pero criticó al juego por no ofrecer nada nuevo al género y por su duración.